# Mary Poppins in cucina
Mary Poppins in cucina (titolo nell'edizione originale in lingua inglese: Mary Poppins in the Kitchen) è un libro scritto dalla britannica Pamela Lyndon Travers e illustrato da Mary Shepard. È il primo romanzo della saga di Mary Poppins ad avere le illustrazioni a colori.
Oltre che essere un romanzo, è anche un ricettario, che comprende ricette tipiche inglesi come il pudding.

## Trama
(Mary Poppins)
Il signore e la signora Banks devono assentarsi per una settimana, e la cuoca, la signora Brill, deve occuparsi dei suoi nipoti che stanno male,  così incaricano Mary Poppins di cucinare per i bambini. Ella risponde che ne sarà in grado grazie al suo libro di ricette. Per ogni giorno della settimana, infatti, la tata cucinerà dei fantastici pasti insieme a Jane, Michael, John, Barbara e Annabel Banks.
Lunedì, Mary Poppins decide di cucinare con i bambini il roast beef con lo Yorkshire Pudding, e ad aiutarli giungono la signora Corry e le sue due figlie, Anne e Fanny. Martedì cucineranno carote con purè di patate e una charlotte di mele, con l'aiuto dell'ammiraglio Boom.
Mercoledì faranno un salto ad aiutare il signor Arthur e la signora Tarlet Topsy-Turvy, facendo una grande sorpresa alla loro cugina, Mary Poppins; insieme cucineranno arrosto di carne irlandese e la torta Topsy-Turvy. Giovedì faranno un pic-nic insieme al cugino di Mary, Fred Twigley, e insieme mangeranno hamburger e pudding di pane e burro e canteranno e balleranno con la musica del signor Twigley. Venerdì, insieme alla signora dei piccioni, cucineranno e mangeranno tutti insieme l'arrosto di pollo.
Sabato cucineranno la torta di ciliegie, grazie all'aiuto della signorina Lark e del guardiano del parco. Domenica, per il ritorno dei genitori, cucineranno insieme insalata, purè di patate, pollo e soufflé al limone. Increduli, i genitori chiedono a Mary Poppins se i loro figli hanno veramente cucinato tutto quello, e lei, con una voce stranamente calma, annuisce e afferma le loro supposizioni.

## Ricette Presenti nel Libro
Avvertenza di Mary Poppins: prima di tutto lavati le mani, e poi ricordati tre consigli utili: fai stare sempre un adulto al tuo fianco vicino ai fornelli; tieniti lontano da oggetti taglienti e non usare mai un coltello senza la presenza di un adulto. 
- Charlotte di mele
- Hamburger di carne
- Torte:
  - Torta Sheperd
  - Torta "colma"
  - Torta alle nocciole
  - Torta dello zodiaco
  - Torta Sotto-Sopra (o Topsy-Turvy)
  - Torta del re
  - Torta pasqualina
- Baci di ciliegie
- Pudding al burro e pane
- Arrosto di pollo con salsa al pane
- Stelle di pan di zenzero
- Biscotti d'avena
- Condimento per insalate
- Insalata di frutta
- Banane e miele
- Arrosto di carne irlandese
- Tortine di marmellata
- soufflé al limone
- Lancashire hot pot
- Pane alle nocciole
- Patate
- Yorkshire pudding
- pudding della regina
- Trota al forno

## Edizioni
- Mary Poppins in the kitchen, Harcourt, 2006